# Fileanta
Fileanta är ett släkte av steklar. Fileanta ingår i familjen brokparasitsteklar.
Kladogram enligt Catalogue of Life:
| Fileanta | \| \| Fileanta caterythra \| \| \| \| \| \| Fileanta flavolaeta \| \| \| \| \| \| Fileanta radoszkowskii \| \| \| \| |
|          | \| \| Fileanta caterythra \| \| \| \| \| \| Fileanta flavolaeta \| \| \| \| \| \| Fileanta radoszkowskii \| \| \| \| |
|          | Fileanta caterythra                                                                                                  |
|          | |
|          | Fileanta flavolaeta                                                                                                  |
|          | |
|          | Fileanta radoszkowskii                                                                                               |
|          | |